# حوزه انتخابیه دوازدهم جورجیا
حوزه انتخابیه دوازدهم جورجیا یک حوزه انتخابیه مجلس نمایندگان آمریکا است که در ایالت جورجیا قرار دارد.